# Étienne de Vesc
Étienne de Vesc, ou Vaesc est un aristocrate français, faisant partie de la cour des rois Louis XI, Charles VIII et Louis XII. Il a encouragé Charles VIII à intervenir en Italie et a participé à la première guerre d'Italie. Il est né vers 1445, et mort à Naples le 6 octobre 1501, à 56 ans.

## Biographie
La famille de Vesc est originaire du Bas-Dauphiné, ayant leurs fiefs à Vesc, Comps, Montjoux sur la vallée du Lez, Dieulefit. Elle est connue depuis le XIe siècle avec Hugues ou Hugolin de Vesc, seigneur de Montjoux, de Béconne, de La Bâtie-de-Vesc, coseigneur de Dieulefit et de Caderousse. Ils sont les vassaux de la famille de Poitiers. En 1345, le comte de Valentinois exige l'hommage de tous les Vesc pour toutes leurs terres.
Étienne de Vesc est le fils de Pierre de Vesc, seigneur de Caderousse, et d'Isnarde de Saint-Paul en Valentinois, fille de Pierre de Saint-Paul et de Silette Raynaud. Il a été très tôt attaché au Dauphin, futur Charles VIII, au château de Plessis-lèz-Tours. Il y est page vers 1462, à 17 ans. Le roi Louis XI souhaitant voir le Dauphin entouré de gens affidés et sûrs, il lui donne la direction de la maison du Dauphin. Il a été son premier valet de chambre à partir du 28 septembre 1470, pour un appointement annuel de 240 livres. Il est chargé de sa garde et de son éducation.
Il s'est marié le 19 août 1475 avec Anne Courtois, dame de Savigny-sur-Orge. Il a par la suite acheté d'autres terres à proximité.
Le roi Louis XI le nomme prévôt de Meaux en 1481, chambellan du roi et bailli de Meaux en 1481. Louis XI lui avait fait une donation le 23 juin 1483 de biens ayant appartenu au notaire Nicolas Jehannequin, mort sans postérité, à Uzès.
Après la mort de Louis XI, il fait partie du conseil de régence et du conseil étroit. 
Ses revenus lui permettent d'acheter des fiefs dans le Comtat Venaissin, en Principauté d'Orange et en Provence. Il est seigneur de Caderousse, il achète en 1484 la terre de Caromb où il fait construire un château, Saint-Hippolyte, en 1488, Suzette, Châteauneuf-Redotier. Charles VIII a retenu la baronnie de Grimaud, en Provence, par droit de prélation au moment de la vente de la baronnie par Gaspard Cossa, fils de Jean Cossa à Jean de Berre, et l'a transmise à Étienne de Vesc, son chambellan, le 8 mai 1485. Il a obtenu de Charles VIII en janvier 1491 des lettres patentes de confirmation des droits accordés par le roi René à Jean Cossa. En février 1500, Louis XII confirme ses droits sur la baronnie de Grimaud. Il est seigneur de Châteauneuf-de-Mazenc à La Bégude-de-Mazenc en 1490.
Le 29 mai 1489, il est nommé premier président lai (laïc) de la Chambre des comptes de Paris, concierge du Palais et sénéchal de Carcassonne. En 1491, il est nommé sénéchal de Beaucaire.
Le roi de Naples, Ferdinand, meurt le 25 janvier 1494. Son fils, Alphonse, duc de Calabre, ennemi juré de Ludovic le More, a cherché comme son père à trouver un accord avec Charles VIII en lui offrant de reconnaître sa vassalité et lui offrir de payer un tribut annuel de vassalité de 50 000 ducats. Mais Charles VIII revendique l'héritage des droits de la maison d'Anjou et reprend les titres de roi de Naples et de Jérusalem. 
Il démissionne de la présidence lai de la Chambre des comptes de Paris le 27 mai 1494 au profit de Robert Briçonnet qui venait d'être promu archevêque de Reims, frère aîné de M. de Saint-Malo. Un autre frère, Pierre de Briçonnet († 1509), est général des finances en Languedoc de 1493 à 1496, puis maire de Tours en 1496.
Pendant la première guerre d'Italie, il a reçu, en 1495, le comté d'Avellino, le comté d'Atripalda, le duché d'Ascoli, le duché de Nola.
Charles VIII meurt le 7 avril 1498 après avoir heurté de la tête l'huis d'une porte du château d'Amboise. Le duc d'Orléans, devient roi sous le nom de Louis XII. Il change une partie du personnel politique qui entourait le roi Charles VIII, essentiellement ceux appartenant à la famille Briçonnet. Étienne de Vesc est maintenu dans ses charges de concierge du Palais et de sénéchal de Beaucaire. Il figure avec les sénéchaux de Toulouse, de Lyon et d'Armagnac à l'entrée du roi à Paris le 11 juillet. Il obtient pour la ville de Nîmes la confirmation de ses privilèges et l'autorisation d'y établir l'industrie des draps et des soiries. Le 12 décembre il est le troisième commissaire à l'ouverture des États du Languedoc, puis en août 1499 il assiste à l'installation de Jean de Chalon dans sa suzeraineté de prince d'Orange.
Il retourne à Naples vers le 20 août 1501 où il a retrouvé le poste de grand chambellan. Il y meurt d'une maladie épidémique le 6 octobre 1501. Ses obsèques sont célébrées en grande pompe dans l'église Santa-Maria-la-Nova de Naples (it) le 8 octobre. Son corps est ramené en France et enterré dans la chapelle Saint-Georges de l'église de Caromb.

## Famille
Étienne de Vesc s'est marié avec Anne Courtois dont il a eu :
- Charles de Vesc, marié en 1501 avec Antoinette de Castelnau-Clermont-Lodève, sœur du cardinal de Clermont-Lodève, mort en 1517.
  - Jean de Vesc
    - Fleury Louis de Vesc, seigneur de Grimaud, marié à Diane de Clermont-Tonnerre, sans postérité.
    - Jeanne de Vesc, mariée à François d'Agoult-Montauban.

  - Charles-Antoine de Vesc, évêque d'Agde en 1520, évêque de Valence et de Die en 1531, puis évêque de Castres.
- Claude de Vesc, mort en 1495.